# Histoire du terrorisme
 (décembre 2023).
La mise en forme du texte ne suit pas les recommandations de Wikipédia : il faut le « wikifier ».
Les points d'amélioration suivants sont les cas les plus fréquents :
- Les titres sont pré-formatés par le logiciel. Ils ne sont ni en capitales, ni en gras.
- Le texte ne doit pas être écrit en capitales (les noms de famille non plus), ni en gras, ni en italique, ni en « petit »…
- Le gras n'est utilisé que pour surligner le titre de l'article dans l'introduction, une seule fois.
- L'italique est rarement utilisé : mots en langue étrangère, titres d'œuvres, noms de bateaux, etc.
- Les citations ne sont pas en italique mais en corps de texte normal. Elles sont entourées par des guillemets français : « et ».
- Les listes à puces sont à éviter, des paragraphes rédigés étant largement préférés. Les tableaux sont à réserver à la présentation de données structurées (résultats, etc.).
- Les appels de note de bas de page (petits chiffres en exposant, introduits par l'outil «  Source ») sont à placer entre la fin de phrase et le point final[comme ça].
- Les liens internes (vers d'autres articles de Wikipédia) sont à choisir avec parcimonie. Créez des liens vers des articles approfondissant le sujet. Les termes génériques sans rapport avec le sujet sont à éviter, ainsi que les répétitions de liens vers un même terme.
- Les liens externes sont à placer uniquement dans une section « Liens externes », à la fin de l'article. Ces liens sont à choisir avec parcimonie suivant les règles définies. Si un lien sert de source à l'article, son insertion dans le texte est à faire par les notes de bas de page.
- La présentation des références doit suivre les conventions bibliographiques. Il est recommandé d'utiliser les modèles {{Ouvrage}}, {{Chapitre}}, {{Article}}, {{Lien web}} et/ou {{Bibliographie}}. Le mode d'édition visuel peut mettre en forme automatiquement les références.
- Insérer une infobox (cadre d'informations à droite) n'est pas obligatoire pour parachever la mise en page.

Pour une aide détaillée, merci de consulter Aide:Wikification.
Si vous pensez que ces points ont été résolus, vous pouvez retirer ce bandeau et améliorer la mise en forme d'un autre article.
 (décembre 2023).
L'histoire du terrorisme implique des personnes, des groupes et des évènements majeurs liés à cette pratique. Les experts s'accordent généralement sur le caractère controversé du terme « terrorisme », et très peu de ceux qui sont qualifiés de terroristes se décrivent eux-mêmes comme tels. Il est fréquent que les parties opposées à un conflit violent dépeignent l'autre camp comme des terroristes ou les accusent de pratiquer le terrorisme.
Selon certains, les racines et la pratique du terrorisme pourraient remonter aux zélotes sicaires du Ier siècle après J.-C., un groupe ayant ciblé les collaborateurs du pouvoir romain dans la province de Judée. Cependant, il y a un débat sur la qualification de ce groupe en tant que « terroriste ». Le terme « terrorisme » a été employé pour la première fois en anglais pendant la Terreur de la Révolution française. Les Jacobins, au pouvoir à l'époque, ont utilisé la violence, y compris les exécutions massives par guillotine, pour asseoir leur autorité et instaurer la peur parmi les opposants au régime.
L'association du terme au terrorisme gouvernemental a persisté jusqu'au milieu du XIXe siècle, mais progressivement, il s'est lié à des groupes non gouvernementaux. L'anarchisme, souvent lié à la montée du nationalisme et de l'antimonarchisme, était l'idéologie principale associée au terrorisme. Vers la fin du XIXe siècle, des individus ou des groupes anarchistes ont commis des actes d'assassinat, ciblant un tsar russe et un président américain.
Au XXe siècle, le terrorisme est resté lié à divers groupes, y compris les anarchistes, socialistes, fascistes et nationalistes, impliqués dans des mouvements pour l'indépendance du « tiers monde ». Certains experts ont également qualifié de terrorisme la violence systématique et l'intimidation exercées par des États comme l'Union soviétique de Staline et l'Allemagne nazie,.

## Définition
Il n'existe pas de consensus scientifique sur la définition du terme  terrorisme,, ce qui s'explique en partie par la charge politique et émotionnelle du terme, « un mot aux connotations intrinsèquement négatives qui s'applique généralement aux ennemis et aux opposants ».
Le terme « terroriste » aurait été utilisé pour la première fois lors de la Terreur en France, pendant la Révolution française de 1793-1794. C'était une période où les Jacobins, au pouvoir, ont employé la violence, y compris des exécutions massives à la guillotine, pour imposer l'obéissance à l'État et intimider les opposants.
Certains Jacobins, dont le plus célèbre, Robespierre, se désignaient parfois eux-mêmes comme des « terroristes ». Cependant, certains chercheurs modernes ne considèrent pas la Terreur comme du terrorisme, en partie parce qu'elle était mise en œuvre par l'État français,. Sophie Wahnich, historienne française, fait une distinction entre la terreur révolutionnaire de la Révolution française et les attaques du 11 septembre. Elle souligne que la terreur révolutionnaire ne visait ni l'égalité ni la liberté, contrairement à la violence du 11 septembre,.
La Révolution française a aussi influencé les idées sur le terrorisme non étatique au XIXe siècle. Les guerres révolutionnaires françaises ont suscité la crainte chez les dirigeants européens conservateurs, qui redoutaient de possibles révolutions libérales. Des sociétés secrètes ont alors émergé entre la fin du XVIIIe siècle et le début du XIXe siècle, cherchant à provoquer des révolutions similaires, et cette situation a nourri la peur des gouvernements conservateurs face à de potentielles conspirations terroristes radicales.

## Débuts du terrorisme
Les experts ont des opinions divergentes sur les origines du terrorisme, certains l'associant au Ier siècle et aux zélotes sicaires, d'autres au XIe siècle et aux Hashshashin, ou encore au XIXe siècle avec la Confrérie des Fenians et Narodnaya Volya, sans exclure d'autres époques,. Les sicaires et les Hashshashin sont détaillés ici, tandis que la Confrérie des Fenians et Narodnaya Volya seront dans une section ultérieure. Le règne de Jean Calvin à Genève a également été décrit comme un règne de terreur,,.Parmi les autres événements historiques souvent associés au terrorisme, on retrouve aussi le complot de la conspiration des Poudres une tentative de destruction du Parlement anglais en 1605.
Durant le Ier siècle, les zélotes juifs de la province de Judée se sont rebellés contre l'Empire romain, tuant des collaborateurs notables tels que les sadducéens qui dirigeaient le second temple et la dynastie hasmonéenne,,,. En l'an 6, selon l'historien Josèphe, Judas de Galilée a formé une faction plus extrême des zélotes, les Sicaires, surnommés les « hommes au poignard ». Ces Sicaires, selon Josèphe, dissimulaient des poignards sous leurs manteaux, se mêlaient à la foule lors des grandes festivités, commettaient leurs crimes, puis se perdaient dans la confusion. Ils ont réalisé leur meurtre le plus célèbre en éliminant Jonathan, grand prêtre d'Israël.

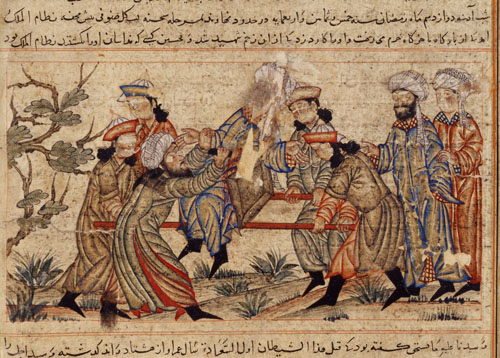
Assassinat du souverain seldjoukide de facto Nizam al-Mulk par un assassin sous les ordres de Hassan-i Sabbah

Le tout premier groupe de personnes étiqueté comme des terroristes dans la civilisation islamique étaient les Kharijites. Ils soutenaient que tout musulman, quelle que soit sa lignée ou son origine ethnique, pouvait aspirer à la fonction de calife à condition d'être moralement intègre. Pour eux, il était du devoir des musulmans de se rebeller contre les califes pécheurs et de les renverser. Ils ont ainsi mené des révoltes contre les dirigeants légitimes et ceux qui ne respectaient pas la loi islamique. Les Kharijites ont été les premiers à pratiquer le takfir dans l'histoire de l'islam, utilisant cette doctrine pour justifier l'élimination de personnes qu'ils considéraient comme des hérétiques. Ils les considéraient comme des apostats méritant châtiment,.Cette secte partage des similarités avec les doctrines takfiri ultérieures de l'islamisme. 
Vers la fin du XIe siècle, les Hashshashin (connus également sous le nom d'Assassins), une faction issue de la secte Isma'ili des musulmans chiites, sont apparus,. Sous la direction de Hassan-i Sabbah et en opposition aux régimes fatimides et seldjoukides, la milice des Hashshashin a pris le contrôle d'Alamut et d'autres forteresses à travers la Perse. Ils ont momentanément gouverné à Ispahan avant que la population ne se soulève contre leur régime brutal. Face à des adversaires bien plus puissants en termes de force militaire, les Hashshashin ont opté pour l'assassinat de gouverneurs de villes et de commandants militaires, cherchant à forger des alliances avec des voisins puissants sur le plan militaire.
Ils ont, par exemple, assassiné Janah al-Dawla, souverain de Homs, pour favoriser Ridwan d'Alep, et éliminé Mawdud, émir seldjoukide de Mossoul, pour le compte du régent de Damas. Ils ont également commis des meurtres en représailles. Certaines définitions du terrorisme ne qualifient pas ces assassinats en tant que tels, car le meurtre d'un dirigeant politique ne vise pas à intimider les ennemis politiques ou à inspirer une révolte,,.